# 三元里駅
三元里駅（さんげんりえき、仮名転写：サンユェンリーえき）は、中華人民共和国広東省広州市白雲区にある広州地下鉄2号線の駅である。

## 利用可能な鉄道路線
広州地下鉄
■2号線

## 駅構造
| 2階     | コンコース                 | 改札口、自動券売機、サービスセンター、駅商店、駅警備室、セキュリティ |  |
| 地下2階 | 2番線                      | 2号線 広州駅へ（広州南駅方面）                                       |  |
|         | 島式ホーム、左側の扉が開く |                                                                      |  |
|         | 1番線                      | 2号線 飛翔公園へ（嘉禾望崗方面）                                     |  |

## 駅周辺
- 三元里バスターミナル
- 三元里抗英記念碑
- 中央酒店
- 利華酒店

## 歴史
- 2002年12月29日 - 開業。

## 隣の駅
広州地下鉄
■2号線
広州駅 216 - 三元里駅 217 - 飛翔公園駅 218